# Gran Premio de San Sebastián 1926

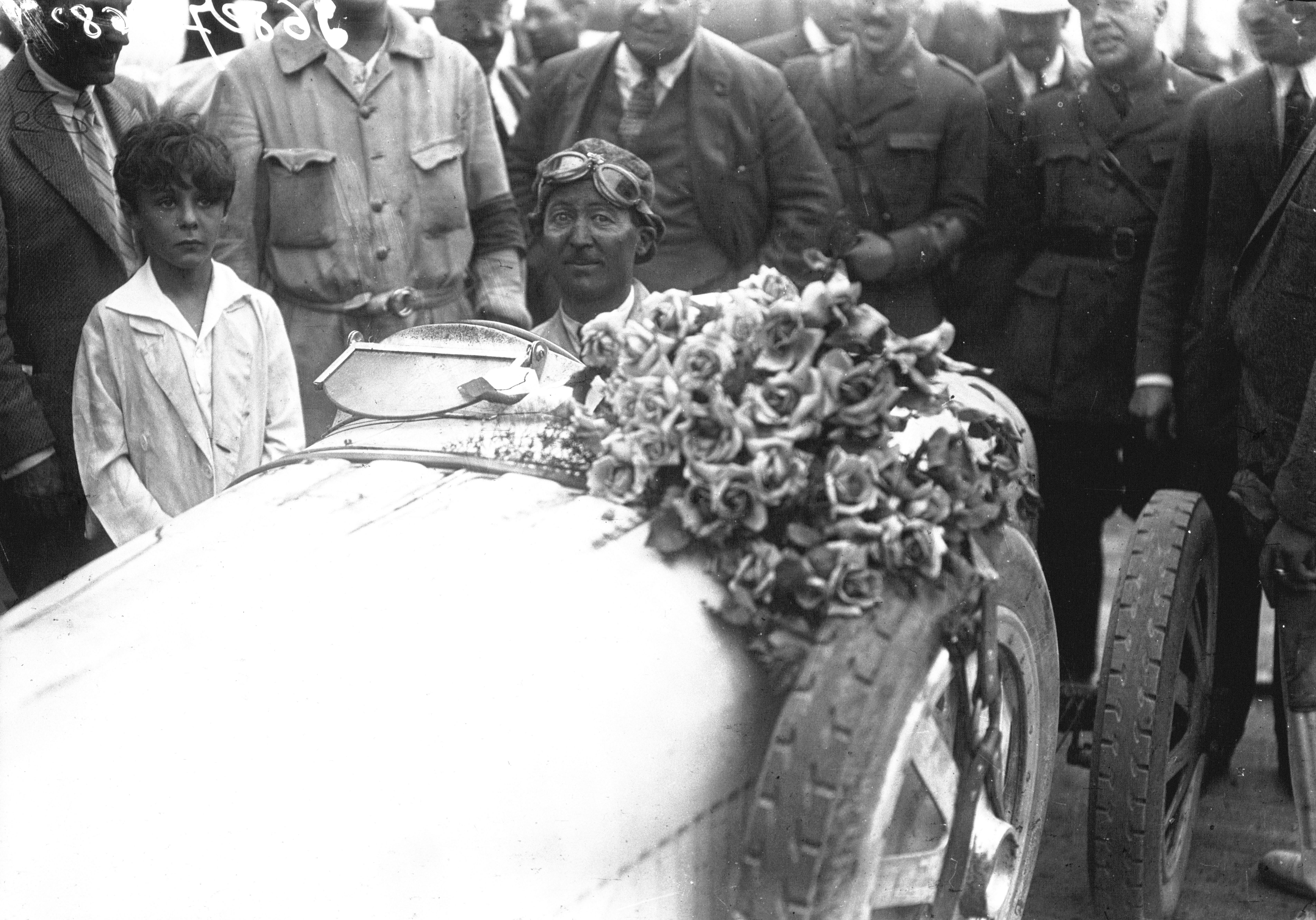
Rennsieger Sieger Jules Goux nach dem Rennen

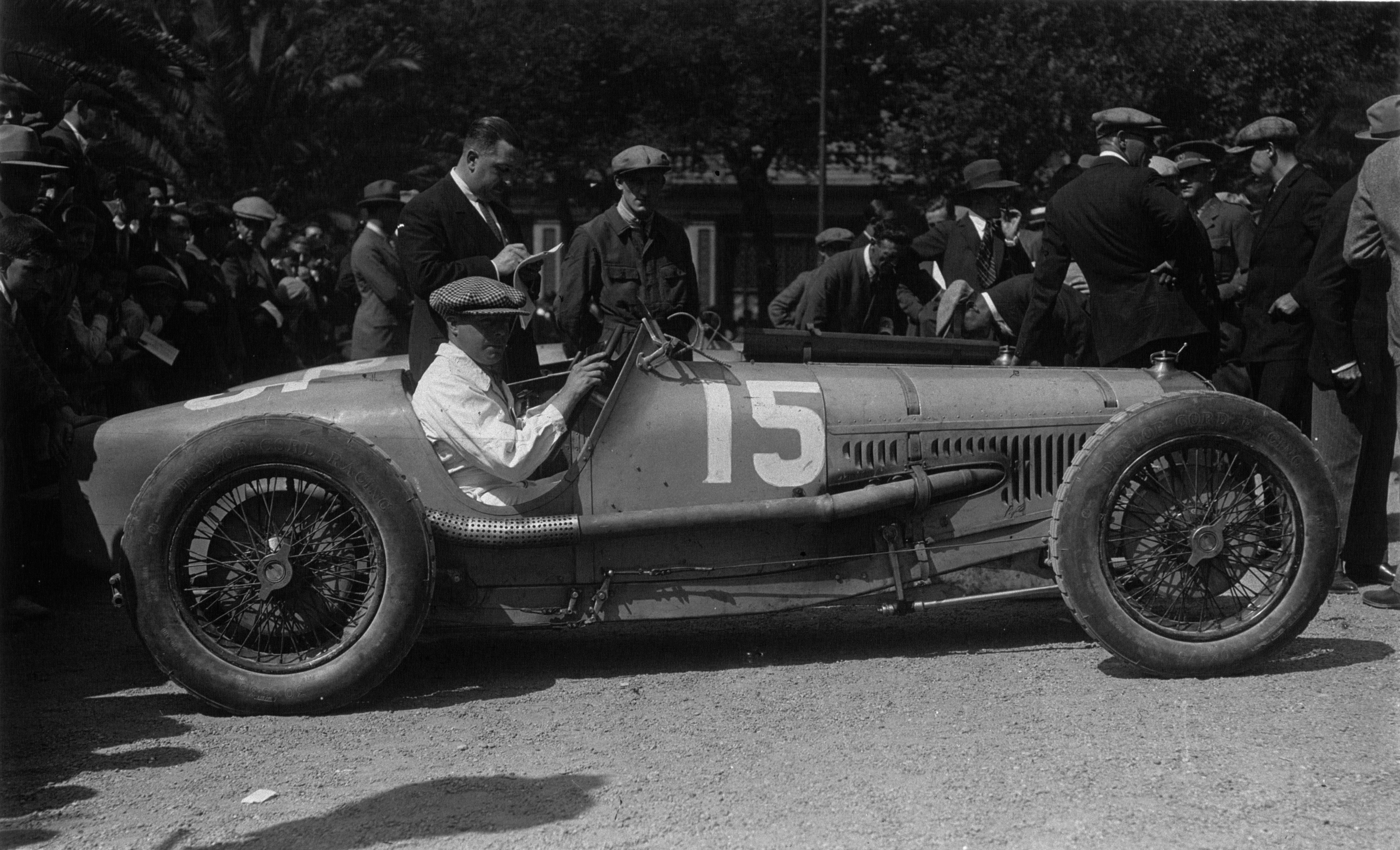
Der zweitplatzierte Edmond Bourlier

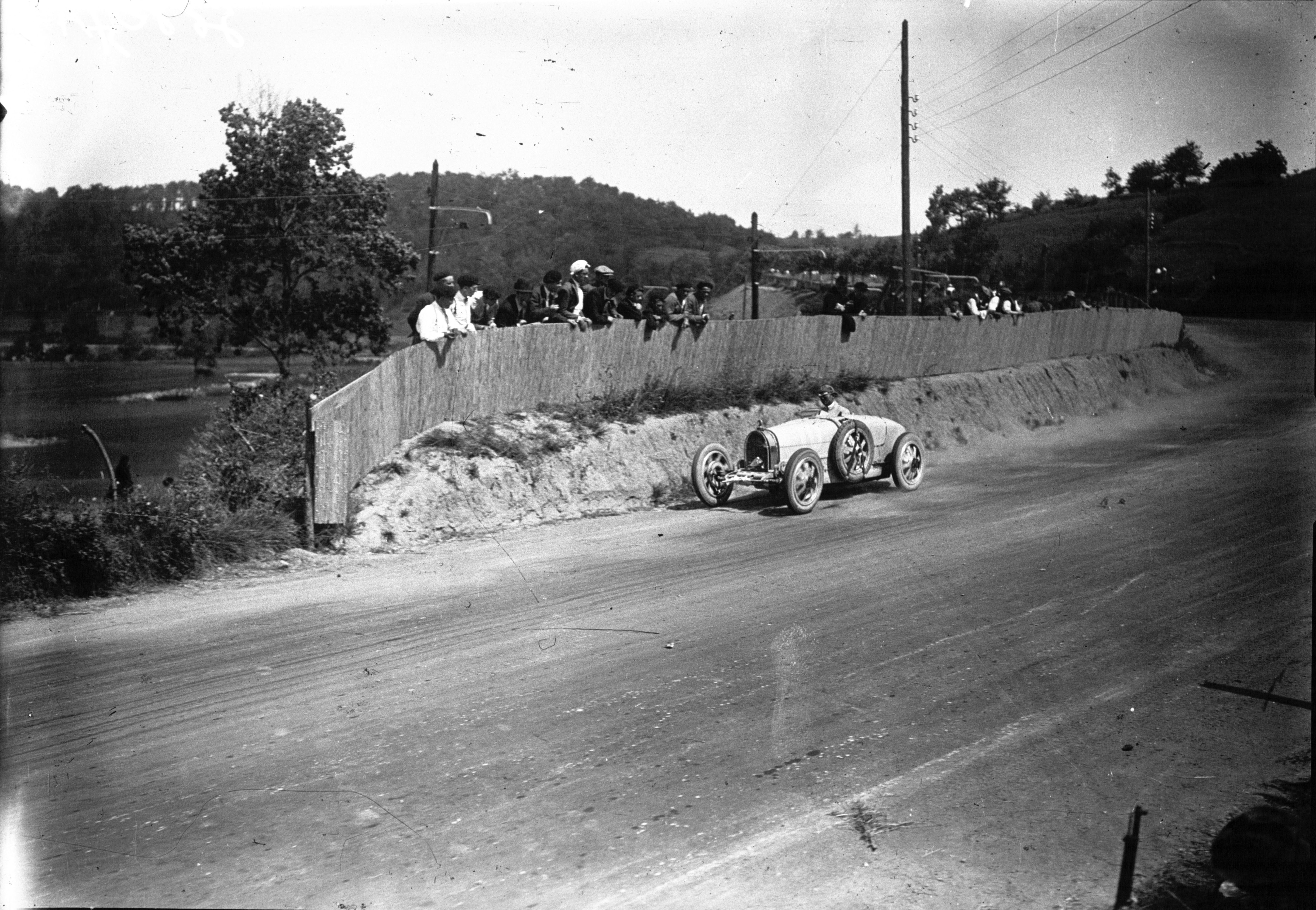
Jules Goux auf der Strecke

Der IV. Gran Premio de San Sebastián fand am 18. Juli 1926 auf dem Circuito Lasarte bei San Sebastián statt.
Das Rennen hatte auch den AIACR-Ehrentitel Großer Preis von Europa und war Wertungslauf zur zweiten Automobilweltmeisterschaft. Es wurde unter der geltenden Internationalen Grand-Prix-Rennformel (Hubraumlimit 1,5 Liter, Mindestgewicht 600 kg, Karosseriebreite mindestens 80 cm) über 45 Runden à 17,75 km ausgetragen, was einer Gesamtdistanz von 798,75 km entsprach.
Sieger wurde Jules Goux auf einem Bugatti Type 39A.

## Rennen
Bei der alljährlichen Automobilwoche von San Sebastián gab es 1926 das Novum, dass zum ersten Mal ein Großer Preis von Europa als Grande Épreuve nicht gleichzeitig auch offizieller Grand Prix eines Landes war, sondern der Große Preis von Spanien eine Woche später an gleicher Stelle als separates formelfreies Rennen ausgetragen wurde. Grund war die sich bereits abzeichnende Krise des Grand-Prix-Sports, an dem sich immer weniger Automobilwerke beteiligten, so dass die Veranstalter bei der Durchführung eines weiteren, „offenen“ Rennens auf ein besseres Teilnehmerfeld für ihren Nationalen Grand Prix hofften.
In der Tat hatte von den für den ersten Weltmeisterschaftslauf auf spanischem Boden ursprünglich gemeldeten acht Teams die überwältigende Mehrzahl wieder zurückgezogen, so dass schließlich lediglich Bugatti und Delage mit je drei Wagen übrig blieben. Immerhin war dies gegenüber dem vorangegangenen französischen Grand Prix schon eine Verdoppelung und im Unterschied zur dortigen Farce jetzt auch ein tatsächlicher Wettbewerb. Bugatti trat natürlich wieder mit den erprobten und für den kurvenreichen Kurs gut geeigneten Type-39A-Reihenachtzylindern an, die von Jules Goux, Bartolomeo Costantini und Ferdinando Minoia gesteuert wurden. Auch Delage war mit der Entwicklung des neuen Achtzylinder-Grand-Prix-Modells Delage Type 15 S 8 nun so weit vorangekommen, dass man einen Renneinsatz für möglich hielt. Tatsächlich erweisen sich die bis dahin noch kaum erprobten Rennwagen auf der Strecke als deutlich schneller als die Bugatti, im Rennen sollte sich jedoch schnell herausstellen, dass sie einen schwerwiegenden Konstruktionsfehler aufwiesen. Der Auspuff war auf der Fahrerseite entlanggeführt, wodurch sich nach kurzer Zeit das Cockpit so sehr aufheizte, dass die Bedingungen darin für die Fahrer unerträglich wurden und sie zum Teil sogar mit Brandverletzungen behandelt werden mussten. Als Fahrer hatte Delage Edmond Bourlier, Robert Benoist und André Morel mit Ex-Fahrer René Thomas als Rennleiter verpflichtet. Als einziger Ersatzfahrer war Grand-Prix-Veteran Louis Wagner nominiert, was sich als weiterer gravierender Fehler erweisen sollte.
Doch unter den Augen von König Alfons XIII. ging Benoist bei vollbesetzten Rängen, strahlendem Sonnenschein und unter großer Hitze vom rollenden Start weg zunächst direkt in Führung und konnte sich mit der überlegenen Geschwindigkeit des Delage sofort absetzen. Dahinter blieben Costantini, Goux, Morel und Bourlier zunächst noch näher beisammen, während Minoia nach einem frühen Zündkerzenwechsel bereits etwas abgeschlagen ans Ende des Felds zurückgefallen war. Doch auch die beiden Führenden mussten bald die Box aufsuchen, um Kühlwasser nachzufüllen (Costantini) bzw. ebenfalls Kerzen zu wechseln (Benoist), so dass nach sieben Runden nun Morel das Feld vor Goux, Bourlier, Costantini, Benoist und Minoia anführte.
Bei den herrschenden Temperaturen machten sich nun die Probleme der Delage langsam bemerkbar. Erster Leidtragender war Morel, der nach der zehnten Runde mit Verbrennungen an den Füßen stoppte und kurz darauf bewusstlos zusammenbrach, so dass er in ein nahegelegenes Hospital überführt wurde. An seiner Stelle übernahm Ersatzfahrer Wagner das Steuer, der sich hinter Goux, Bourlier, Benoist und Costantini wieder einreihte. Aber schon eine Runde später kam auch Benoist völlig erschöpft an die Box und konnte das Rennen nicht weiter fortsetzen. Da Wagner bereits im Einsatz war, wurde nun diskutiert, ob nicht Rennleiter René Thomas das Auto übernehmen könnte, bis sich schließlich nach einiger Zeit der zufällig anwesende französische Rennfahrer Robert Sénéchal freiwillig zur Verfügung stellte. Mit Zustimmung von Ettore Bugatti und der Rennleitung nahm dieser das Rennen mit etwa zwei Runden Rückstand auf Bourlier wieder auf, der in der Zwischenzeit Goux einen spannenden Kampf lieferte, bei dem die Führung zwischen den beiden mehrfach wechselte.
Auch Wagner und Sénéchal hielten die Hitze im Cockpit nicht lange aus, so dass ihre beiden Wagen längere Zeit an den Boxen standen und die Mechaniker versuchten, möglichst viele Öffnungen in die Karosserie zu schneiden. Schließlich blieb auch Bourlier von den Problemen nicht verschont und übergab in der 18. Runde an den halbwegs wieder erholten Sénéchal, wodurch die beiden Bugatti von Costantini und Goux nun mit großem Abstand in Führung lagen. Zur Halbzeit des Rennens zogen Wolken auf und die Temperaturen kühlten ab, was den Delage etwas zugutekam. Benoist und Wagner stiegen in die beiden verwaisten Cockpits und während sich Sénéchal und Bourlier am Steuer weiter abwechselten, setzte sich sogar auch der aus dem Krankenhaus zurückgekehrte Morel wieder in das Cockpit seines Delage, so dass auch Benoist wieder sein eigenes Auto von Wagner übernehmen konnte. Auch bei Bugatti gab es einen Fahrerwechsel, als der wegen der anhaltenden Zündungsprobleme seines Autos entnervte Minoia an den inoffiziellen Reservefahrer Louis Dutilleux übergab. Danach blieb das Rennen viele Runden lang unverändert mit Costantini mehrere Minuten vor Goux und etwa einer Runde Vorsprung auf Bourlier/Sénéchal.
Kurz vor dem Ende wurde das Rennen dann doch noch einmal dramatisch als Costantini mit heftigen Motorproblemen an die Box kam. Bis die Reparatur erfolgreich war, war Sénéchal vorbeigezogen, der nun auch auf Goux wieder Zeit gut machte, den Rückstand bis zum Ende aber nur auf knapp acht Minuten verkürzen konnte. Nach über einer halben Stunde kreuzte schließlich noch Costantini als Dritter die Linie, während die verbleibenden Teilnehmer vor Erreichen der vollen Distanz abgewunken und nicht gewertet wurden. Goux hatte damit für Bugatti zum zweiten Mal den Sieg und die entsprechenden Weltmeisterschaftspunkte errungen, der zweitplatzierte Delage, wurde jedoch nachträglich wieder aus der Wertung genommen, weil mit Sénéchal entgegen den Bestimmungen ein vorher nicht angemeldeter und deswegen auch weder gewogener noch versicherter Fahrer eingesetzt worden war. Delage legte gegen diese Entscheidung umgehend Protest ein, dem schließlich beim Oktober-Meeting der AIACR mit der Begründung stattgegeben wurde, dass sowohl die Rennleitung als auch Bugatti dem Fahrerwechsel ausdrücklich zugestimmt hatten.

## Ergebnisse

### Meldeliste
| Team                         | Nr.          | Fahrer                  | Info | Chassis                 | Motor                        | Reifen |
| ---------------------------- | ------------ | ----------------------- | ---- | ----------------------- | ---------------------------- | ------ |
| Officine Meccaniche SA       | 01           | Ferdinando Minoia       | DNA  | OM 8C Grand Prix        | OM 1.5L I8 Kompressor        | P      |
| Officine Meccaniche SA       | 09           | Renato Balestrero       |      | OM 8C Grand Prix        | OM 1.5L I8 Kompressor        | P      |
| Officine Meccaniche SA       | 18           | Giuseppe Morandi        |      | OM 8C Grand Prix        | OM 1.5L I8 Kompressor        | P      |
| Automobiles Ettore Bugatti   | 02           | Meo Costantini          |      | Bugatti T39A            | Bugatti 1.5L I8 Kompressor   | M      |
| Automobiles Ettore Bugatti   | 10           | Jules Goux              |      | Bugatti T39A            | Bugatti 1.5L I8 Kompressor   | M      |
| Automobiles Ettore Bugatti   | 19           | Ferdinando Minoia a     |      | Bugatti T39A            | Bugatti 1.5L I8 Kompressor   | M      |
| Automobiles Talbot           | 03           | Albert Divo             | DNA  | Talbot GPLB             | Talbot 1.5L I4 Kompressor    | M      |
| Automobiles Talbot           | 11           | Henry Segrave           | DNA  | Talbot GPLB             | Talbot 1.5L I4 Kompressor    | M      |
| Automobiles Talbot           | 20           | Jules Moriceau          | DNA  | Talbot GPLB             | Talbot 1.5L I4 Kompressor    | M      |
| Établissements Guyot         | 04           | Albert Guyot            | DNA  | Guyot Spéciale          | Argyle 1.5L I6 Kompressor    |        |
| Établissements Guyot         | 12           |                         | DNA  | Guyot Spéciale          | Argyle 1.5L I6 Kompressor    |        |
| Ernest Eldridge              | 05           | Ernest Eldridge         | DNA  | Eldridge Special        | Anzani 1.5L I4               |        |
| Automobiles Violet           | 06           | Marcel Violet           | DNA  | Sima-Violet             | Sima-Violet 1.5L F4 Zweitakt |        |
| Automobiles Violet           | 14           | Michel Doré             | DNA  | Sima-Violet             | Sima-Violet 1.5L F4 Zweitakt |        |
| Automobiles Violet           | 21           | Maurice Benoist         | DNA  | Sima-Violet             | Sima-Violet 1.5L F4 Zweitakt |        |
| Automobiles Violet           | 23           | Max Fourny              | DNA  | Sima-Violet             | Sima-Violet 1.5L F4 Zweitakt |        |
| Automobiles Delage           | 07           | Robert Benoist b        |      | Delage Type 15 S 8 1926 | Delage 1.5L I8 Kompressor    | M      |
| Automobiles Delage           | 15           | Edmond Bourlier c       |      | Delage Type 15 S 8 1926 | Delage 1.5L I8 Kompressor    | M      |
| Automobiles Delage           | 22           | André Morel d           |      | Delage Type 15 S 8 1926 | Delage 1.5L I8 Kompressor    | M      |
| Automobiles Delage           | Louis Wagner |                         |      | Delage Type 15 S 8 1926 | Delage 1.5L I8 Kompressor    | M      |
| SA des Automobiles Jean-Graf | 08           | Jean Graf               | DNA  | Jean Graf La Perle      | CIME 1.5L I6                 |        |
| SA des Automobiles Jean-Graf | 16           | William Grover-Williams | DNA  | Jean Graf La Perle      | CIME 1.5L I6                 |        |

### Startaufstellung
Die Startpositionen wurden in der Reihenfolge der Startnummern vergeben. Das Rennen wurde mit einem fliegenden Start eröffnet.
| Goux  | Benoist | Costantini |
|       |         |            |
| Morel | Minoia  | Bourlier   |

### Rennergebnis
| Pos. | Fahrer                                       | Konstrukteur | Runden | Stopps | Zeit        | Start | Schnellste Runde  | Ausfallgrund |
| ---- | -------------------------------------------- | ------------ | ------ | ------ | ----------- | ----- | ----------------- | ------------ |
| 01   | Jules Goux                                   | Bugatti      | 45     |        | 6:51:52 h   | 1     |                   |              |
| 02   | Edmond Bourlier Robert Sénéchal1             | Delage       | 45     |        | + 7:50 min  | 6     |                   |              |
| 03   | Meo Costantini                               | Bugatti      | 45     |        | + 36:26 min | 5     |                   |              |
| —    | André Morel Louis Wagner Robert Benoist      | Delage       | 41     |        | NC          | 3     |                   |              |
| —    | Ferdinando Minoia Louis Dutilleux1           | Bugatti      | 41     |        | NC          | 4     |                   |              |
| —    | Robert Benoist Robert Sénéchal1 Louis Wagner | Delage       | 33     |        | NC          | 2     | 7:54 min (Wagner) |              |

1 nicht gemeldeter Ersatzfahrer